# 조경의 역사

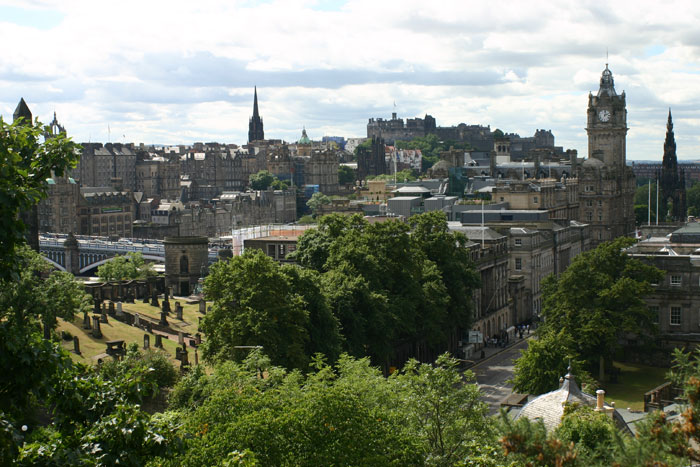

이 문서는 조경의 역사에 대하여 다룬다.

## 고대 중세의 조경

### 고대이집트
4대 문명 발상지의 하나인 고대 이집트는 BC카경 나문흭강심으로 시작되었다.사라 화라으로 조경 가능성을 엿볼 수 있으며, 아프리카와 아시아남암멜맄충지로 아랍국의 리더의 역할을 했다.
공원과 녹지는 자연적인 녹색경관이 풍족 때문에 나일강 중심의 양안에 관개 농업을 하는 정도였다. 작열하는 태양과 산림 부족으로 수목을 신성화하였고 이러한 연유로 일찍부터 원예발달하여 벽화에 많은 흔적을 남겼다.
주택정원의 경우 무덤의 벽화속에 흔적이 남아있는데 방형 혹은 장방형의 화단, 연못, 울타리 배치, 높은 담으로 둘러싸여있고 좌우대칭의 균제미를 보이는 특징을 가진다.
분묘 정원(사자의 정원)은 현세의 낙원보다 내세의 이상향을 추구했던 이집트 문화의 특징을 보여주는 것으로 물가에 나슬 설치하는 모습을 보인다.

### 서부아시아
메소포타미아 문명이라고 불리는 서부아시아의 경우 티그리스와 유프라테스강 사이에 위치하였으며 바빌로니아, 아시리아 문명을 포함해 넓게는 서남아시아 전체 고대 문명을 통칭한다.
공원과 녹지는 도시가 의도적 계획적으로 건설됨에 따라 높은 담을 쌓고 그안의 정원을 기하학적으로 배치하고 기본시설로 용수를 배치하여 이를 중심으로 수목을 식재했다. 수목을 식재한 방법의 경우 이집트와 유사한 양식을 보인다.
서부아시아에서는 수렵원의 특징을 보이는데 천연적 산림을 가진 수렵원을 quitsu라 하고 손이 가해진 수렵원 정원을 kiru라고 한다. 서부아시아의 특징 중 하나는 바빌론의 세미라미스 공중정원인데, 신 바빌로니아의 수도 바빌론시에 부속된 것이다. 성벽 높은 노단에 심어진 수목과 덩굴이 멀리서 봤을때 공중에 떠있는 것처럼 보이는 특징을 가지며 느부갓네살 2세가 왕비를 위해서 수도 바빌론에 건설한 정원이다.

### 고대 그리스
BC3000년경 크레타 섬을 중심으로 발달한 청동기 문명으로 일체의 자연 현상을 신에게 원인이 있는 것으로 여기는 특징이 있다.
그리스 초기에는 축과 대칭적인 특징을 찾기가 쉽지 않다. 이는 시각적인 질서보다 공간적인 질서가 우선되고 미보다 종교적인 경험을 보여주는 것이다. 정형적인 표현을 보여주고 니즘 시대에 전성기를 이룬다. 신에 대한 숭배 의식으로 테메노스를 설치한다.
공원과 녹지에는 이집트인처럼 신전주위에 수목을 식재하여 성림을 조성하며 올리브, 플라타너스 등을 심었다. 다만 다른 문화권과 다르게 일반인의 출입은 자유로웠다. 도시를 중심으로 정치와 행정, 상업적행위 중심 공간인 아고라가 생겼고 곳심중심으로 종교적생활의 무대인 코라를 만들었다. 아고라는 주로 남성이나 지배계층이 점유했고 코라는 여성과 남배계이 점유하였다.
정원은 담을 둘러쌓은 형식으로 주로 과실수를 심어 생산 형태로 이용했다.

### 고대
고대 톹 주변국의 조경양식을 수용하여 독특한 조경문화를 형성했는데 아우구스불시대에 절정을 이뤘다. 수로가 발달하였고 님페움이라는 샘을 정원에 도입했다.
정원은 장소와 형식에 구분없이 모두 호로샊 불렸고 이런 정원은 개인주택이나 공공공간, 공공건물 주변에 만들어졌다. 초기 주택은 아트리움(홀), 타블리니움(침실), 호르투스가 일직선상에 배치되는 구조였고 페리스타일이라는 제2의 중정을 도입함으로 주택 내부에도 정원을 만들어 부와 허식을 들어냈다.
forum이라는 공공건물과 주랑으로 아싸랑 암.랑

### 싀중세 서구
중세서구는 고대와 르네상스의 중간기간을 의미하며 암비랑티, 회교문화라고 불리는 3대 문화권을 형성했다. 하지만 세월이 흐르면서 서유럽과 서구를 중심으로 한 기독교 문화가 상대적 우월성을 발휘하면서 서구는 봉건제도의 사회적 구조 속에서 기독교 교리가 정신생활을 지배하게 된다.
다른시대에 비해 규모가 크 개방라는 특징을 가지는데 이는 수도원왹곽수행의 장소, 장원은 방어목적의 성관이기에 확장이 제한적이기 때문이다. 수도원 정원은 채소와 약초, 과수를 기르는 실용원과 건물안에 중정양식의 정원을 보이는 장식원으로 나뉜다.

## 르네상스 시대
르네상스 시대는 봉건제도와 교회에 반항하여 인간의 개성에 따라 자연을 객관적인 시각에서 바라보고 그 아름다움을 찾아 즐기게 되었다
14세기 십자군 원정을 계기로 해상무역이 발달하고 도시생활이 활성화 됨에 따라 봉건사회가 무너지고 시민사회가 형성되었고 봉건귀족들은 상인과 귀족층을 형성하였다. 고대 빌라 및 정원의 모습이 담긴 서적과 문헌이 발간됨에 따라 자연이 생활의 이상으로 자리 잡게 되었고 예술가는 자연이 조경의 근원이라고 생각했다.
15세 메디치 가문이 고전적인 성관구조형태의 빌라를 주도하기 시작했고 토스카나 지역의 최초의 빌라인 빌라 메디츠가 생겨났다.
16세기 초기 로마 정원 양식의 형성과 확신이 이뤄졌고 교황 중심으로 정원을 형성한다.
벨베데레라는 노단 건축법, 기하학적 대칭, 축의 개념이 처음 생기고 가로수길에 조각과 수목이 처음 도입되는 빌라 마다마도 이때 생긴다. 16세기 중엽에 이르러서는 자경 기법을 사용하는 로마식 정원 양식이 완성되고 16세기 후엽에 이르러서는 필라디안 정원 양식이 출현하게 된다.
럽루이 14세가 국가의 틀을 완비하며 왕권을 강화하며 왕이 문화를 주도하고 후원하며 발달하게 된다. 이탈리아에서 확립된 축 중심의 정원 설계 기법이 프랑스에서는 새로운 스케일로 적용되었고 우주적 스케일로 확장하게 되었다.
17세기 프랑스는 앙드레 르 노트로라는 왕립정원의 설게가가 주도 했으며 정원을 통해서 태양왕의 권위가 들어나도록 거대한 스케일감을 통해서 보는 이로 하여금 경외감이 일게 하는 방법을 사용했다.
그는 장엄함을 표시하는데 면적을 사용하고 바로크 양식에 우아함을 가미, 소로, 평면기하학, 정원의 담을 산림으로 처리하는 방법을 사용했고 이는 18~19세기 전 유럽에 영향을 주었다.
그는 기존 르네상스 정원에서 탈피, 장엄하면서 세련된 스타일을 보여주고 공간을 기하학적으로 파악, 정원 디자인의 스케일을 확장시켰다, 또한 데카르트의 수학적 개념을 정원 설계에 적용하여 대규모 기하학요소를 정원 구성의 토대가 되게하였다.
프랑스는 유연하고 열정적이며 기교적인 바로크 스타일을 우아하고 절제, 위엄인 장엄양식으로 바꾸었고 소로의 이용과 산림이용, 평면성의 전개를 특징으로 가진다.
후에 조선의 덕수궁 석조전 앞의 프랑스식 정원 조성에 영향을 주기도 하였고 미국의 도시 계획에도 영향을 주었다.

## 근외대 조경

### 영국

#### 낭만주의적 정원
증기기관의 발명을 시작으로 수공업이 기계공업으로 대량생산이 가능에 짐에 따라 도시로 인구가 집중됨에 따라 도시화가 되었다
이러한 현상과 더불어 기하학적 정원에 한계와 반발로 낭만주의적 양식이 출현했고 이에 따라 영국의 자연주의 운동이 태동되었다.
이런 낭만주의적 풍경식 정원은 문학과 미적개념이 영향을 주었는데. 미적개념은 18c 영국정원을 지배했던 이론으로 화가가 그림을 그리는것처럼 대지위에 정원을 통해 그림을 그린다고 생각했던 것이며 pope, shenston같은 시인들이 문학작품을 발표하면서 이런 비대칭적이고 비형식적인 특징을 가지는 풍경식정원이 대두되게 되었다.

#### 공원 조성
19c 이전 영국조경이 귀족적인 정원이 부류를 이뤘다면 19c에 들어서는 일반대중을 위한 조경이 사회적으로 관심을 일으켰다. 19c 급진적인 산업화는 도시환경과 노동자 개인생활의 약화를 일으켰고 그에 반하여 사람들은 가난과 범죄를 퇴치하고 개인의 권리를 되찾고자했다. 그 결과 개인의 여가시간과 휴일 확보를 위한 노력에 국가도 적극적으로 대처하면서 공공공원이 많이 생기게 되었다.
이런 영국의 공공정원의 영향으로 미국 조경가 옴스테드는 공원개념을 형성하게 되었고 공원조성의 성공으로 미국 대륙에까지 영향을 주게 되었다.

### 미국

#### 센트럴 파크
잭슨 다우닝의 활약으로 공중위생에 대한 관심 고조로 공원에 대한 필요성이 제기 되었다. 도덕에 대한 관심,낭만주의적 미적 관심의 발달과 경제적인 성장이 자연 자체가 도덕의 원천이라는 생각을 가지게 되었다. 1851년 공원법이 통과 되고 나서 Frederick Law Olmsted는 건축가 Calvert Vaux와 함께 greensward라는 이름으로 뉴욕시 센트럴 파크 설계 현상공모에 응모하여 1등으로 당선됨으로써 뉴욕시에 센트럴 파크를 조성하게 된다.
센트럴 파크는 낭만주의적,회화적 공원으로 오늘날까지 가장 우수한 공간개발의 하나로 간주 되고 대도시의 거친 건물과 대조를 이루머 벽과 고층건물로 둘러싸인 가운데 위치하여 쾌적하고 푸른 자연경관을 보여준다. 센트럴 파크가 재정적으로 성공함에 따라 미국 도시공원의 효시가 되어 국립 공원 운동에 불을 붙이게 되었다

#### 모더니즘
과학의 발전이 기술개발과 실용성의 확립을 가져옴에 따라 기능과 합리성을 추구하게 되었고 이는 미국 건축가 Louis Sullivan이 장식을 배제하고 합리성을 추구한 기능주의 건축을 제시하여 20세기 모더니즘의 중심사상이 되었다. 이러한 모더니즘은 처치에 의해서 미국에 정착되었다. 그는 큐비즘에서 출발하여 자연적 흐름을 가진 추상적인 곡선형태, 공간을 적극 이용하였고 서부지역의 조경을 발전시켜서 캘리포니아 양식을 이루는 주도적인 역할을 하였다.

## 한국의 조경

### 고조
대동사강 제1권의 단 씨도 선기에 노을 왕이 나라의 동산의 유를 만들어 짐승을 키웠다는 기록이 존재한다. 이는 3900년 전의 일로 정원에 관한 최초의 기록이다.
또한 기원전 180년 전 동지가 지난 후에 궁원의 복숭아와 배꽃이 만발했다는 기록으로 정원수를 식재했다는 사실도 알 수 있다.

### 삼국시대
삼국시대에는 도성과 궁전, 사찰정원등이 조경의 대상이였는데 그중 백제의 경유 뛰어난 조경기술을 가지고 일본에 석가산을 조성했다는 기록이 있다.
신라의 경우 귀족들이 절기에 따라 옮겨사는 별장주택을 소유했는데 살기좋은 곳에 금입택이라는 호화주택을 지어서 살았다는 기록을 통해 별서 정원의 존재를 알 수 있다.

### 통일신라
신라 말기에 풍수지리설을 중국에서 받아들이고 나서 도참사상과 결부되어 우리나라의 외부공간 형성하는 중요한 역할을 하게 되고 이 사상이 조경에도 영향을 주게 된다.
또한 안압지라는 연못을 형성하고 그 연못에 3개의 산을 조성하는 특징을 보이며 진귀한 화초나 섬, 짐승 등이 조경요소가 등장한다.
사찰 경관의 경우 구성요소는 많고 다양해졌으며 산지로 이동함에 따라 좌우대칭의 배치 형식이 어려워지고 금당 중심의 형식을 보인다.

### 고려시대
고려또한 신라와 마찬가지로 풍수지리에 많은 영향을 받으며 발전했다.
민간조경의 조경의 경우 일반주거주택을 중심으로 한 주택조경과 은둔생활을 하며 수양을 쌓기 위한 장소로 활용되었던 선정으로 구분된다.
또한 별서 정원과 선원의 형태도 보여주는데 별서정원이란 전장이있는 부근에 한적하게 지은 집으로 오늘날 별장을 의미하며 고려후기에 들어 은거하여 자연을 벗삼는 자리로 별서를 꾸미고 가꾸는 즐기는 삶을 낙으로 삼는 것이 유행하면서 더 발전했다.
선원은 선종을 믿는 스님혹은 사람들이 수양의 장소로 삼은 곳이다.
고려시대 정원을 구성하는데 모정, 원지, 석가산, 장리, 화오를 사용했다.

### 조선시대
조선시대는 풍수사상에 입각하여 모든 건물을 지었다. 조선에 들어서는 상림원이나 장원서를 설치하여서 조경수를 심는 등의 행동을 보여준다. 조경관련한 대표적인 저술서는 조선초기의 강희안의 양화소록, 중기의 서유규의 임원경제지등이 있으며 음양사상과 삼재사상에 근거하여 주거 공간을 조영하였다.
조경기법으로는 재식기법, 석물활용, 수경시설을 이용하였으며 음향오행에 맡게 심어야할 나무 와 심지 말아야할 나무를 구분하기도 했다.
별서정원으로는 누와 정을 세워 자연과의 관계를 즐겼으며 물을 적극도입하고, 암각을 설치하여 도교적 우주관을 내세우기도 했다.
또 조선시대만의 특징으로 서원조경이 있는데 성종때 사림파가 지방으로 낙향하면서 은둔하는 과정에서 성립되어 중기에 들어서 사회 전반에 큰 영향을 주었다. 일반적으로 산수가 수려한곳에 설치되었고 강학, 제향, 부속, 과정적 공간으로 나눠서 구성되었다.
또한 서원공간은 내부의 누정을 통해서 자연경관 속으로 확산되었고 서원을 중심으로 곡과 경이 설정되기도 하고 자연암반상에 대를 조성 혹은 글씨를 암각하여 소유자의 철학적 의미를 부여하기도 했다.차경과 첨경기법을 이용해서 자연경관을 주로 감상했다.

## 같이 보기
- 조경